# Astragalus ampullarioides
Astragalus ampullarioides é uma espécie rara de milkvetch conhecido pelo nome comum Shivwits milkvetch. Anteriormente, foi classificado como uma variedade de Astragalus eremiticus. É endêmica no Condado de Washington, Utah, onde é conhecida em apenas sete populações. As estimativas do número total de indivíduos variam de 1000  a 4200. A espécie ocorre em arbustos desérticos e bosques na Formação Chinle. É uma espécie ameaçada listada pelo governo federal.
Esta é uma erva perene que cresce ereta até uma altura máxima próxima a meio metro. Produz cerca de 45 flores em uma inflorescência ereta. É polinizada por abelhas.
Grande parte do alcance da planta está dentro dos limites do Parque Nacional de Zion e das terras tribais de Shivwits. Outras partes do intervalo estão desprotegidas. Ameaças às espécies incluem perda de habitat para desenvolvimento e agricultura, herbivoria por coelhos, pastagem de gado, veículos off-road, pedreiras e espécies de plantas introduzidas.